# Eurymedonbrücke (Aspendos)
Die Eurymedonbrücke war eine neunbögige Brücke aus römischer Zeit über den Eurymedon (Köprüçay) bei Aspendos in Pamphylien in der heutigen Türkei. Auf den Fundamenten des antiken Bauwerks ruht heute die Köprüpazar Köprüsü, eine seldschukische Spitzbogenbrücke mit römischen Spolien, die – den römischen Pfeilerresten im Flussbett folgend – einen markanten Versprung in der Mitte aufweist.

## Römische Brücke

### Rekonstruktion
Gestalt und Verlauf der römischen Brücke wurden am Computer rekonstruiert. Grundlage für das Computermodell waren die heute noch vorhandenen Bauwerksreste, nämlich Teile der Rampen, die Widerlager auf beiden Uferseiten sowie ein Pfeilerfundament. Zahlreiche weitere, verstreut im Flussbett und an beiden Ufern herumliegende Brückenpartien blieben unberücksichtigt, da nicht mehr in situ vorgefunden.
Die rekonstruierte Brücke präsentiert sich als ein 259,50 m langes und 9,44 m breites Bauwerk mit neun Rundbögen. Es querte den Eurymedon im rechten Winkel, wobei die ansonsten geradlinig verlaufende Fahrbahn im rechten Uferbereich, kurz vor der Rampe, einen leichten Knick nach links machte. Einen wichtigen Anhaltspunkt für die Höhe der antiken Brücke liefert die Steigung der beiden Anrampungen, die mit 12,3 % am linken bzw. 12,2 % am rechten Flussufer ermittelt wurden. Der Steigungsverlauf endete bereits im Uferbereich, so dass die Brücke den Fluss auf einem gleichbleibenden Niveau überspannte, das rund 4,1 m höher lag als beim seldschukischen Nachfolgebau.
Im horizontalen Mittelteil standen sechs Bögen, die im Rampenbereich zur Hochwasserentlastung durch drei kleine Durchlässe – einer auf der rechten (5,11 m lichte Weite) und zwei auf der linken Flussseite – ergänzt wurden. Der Eurymedon lief bei Normalwasser unter den drei größten Brückenbögen in der Flussmitte entlang, beidseitig eingezwängt durch doppelkeilförmige Uferbefestigungen, die an den flussnächsten Pfeilern ansetzten und eine Unterspülung der Brückenfundamente verhindern sollten. Diese Ufermauern wurden – soweit anhand des archäologischen Befunds auf der rechten Flussseite erkennbar – gegen den Strom mit 8,15 m deutlich weiter vorgezogen als auf der Unterwasserseite (4,76 m). Als zusätzliche Sicherungsmaßnahme wurden sowohl flussauf- als auch flussabwärts spitzförmige Wellenbrecher errichtet, die aber nicht bei allen Pfeilern auf beiden Seiten zu finden sind. Die lichten Spannweiten der drei Hauptbögen ließen sich anhand der Brückenüberreste auf 23,52 m für den Mittelbogen und jeweils 14,95 m für die beiden flankierenden Tonnengewölbe berechnen. Die Stärke der beiden Pfeiler des zentralen Bogens betrug jeweils 9,60 m.
Der offene Baukörper im Bereich der rechten Brückenrampe gewährt einen freien Blick auf das Hohlkammersystem, das bei einer Reihe kleinasiatischer Römerbrücken Anwendung fand, wie z. B. der Aiseposbrücke. Der hohe Stand des antiken Brückenbaus wird auch durch den Fund eiserner Spannanker dokumentiert, bei denen es sich um 1,5 m lange Eisenstangen handelt, die mit Haken und Ösen miteinander verbunden zur Verstärkung der Brückenfundamente in den unteren Quaderlagen verlegt wurden. Der Brückenkörper bestand aus römischem Beton, der sich bei mindestens einem seldschukischen Pfeiler noch als Fundament wiederfindet.

### Datierung

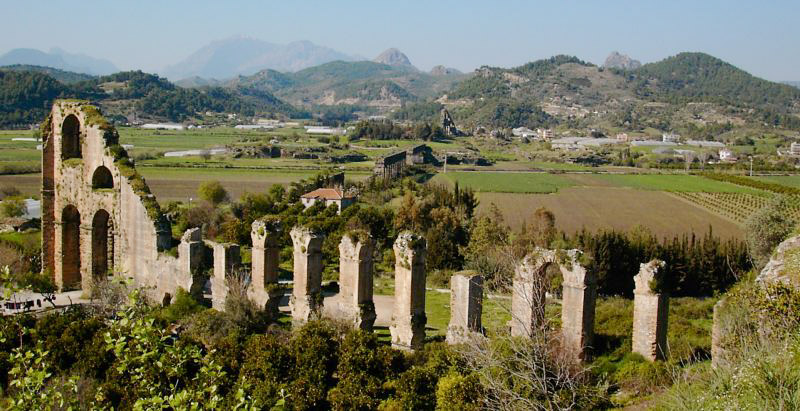
Druckleitung des Aspendos-Aquädukts

Die zeitliche Einordnung der Römerbrücke muss in enger Verbindung mit dem bekannten Aquädukt ins nahe Aspendos erfolgen, aus dem ein Teil des Baumaterials entnommen wurde. So sind allein in der Außenverschalung der Brücke rund 250 Lochsteine der Aspendos-Druckleitung als Spolien wiederverwendet worden. Da die Wasserleitung nachweislich bis in das 4. Jahrhundert n. Chr. in Betrieb war, kann die antike Straßenbrücke über den Eurymedon nicht vor dieser Zeit errichtet worden sein. Allerdings ist nicht ausgeschlossen, dass an ihrer Stelle bereits früher eine Römerbrücke stand. Möglicherweise wurde diese gemeinsam mit dem Aquädukt von Aspendos beim großen Erdbeben von 363 n. Chr. zerstört, was die Zweitverwendung der nunmehr unbrauchbar gewordenen Rohrsteine beim Wiederaufbau erklären könnte.

## Seldschukische Brücke

### Verlauf

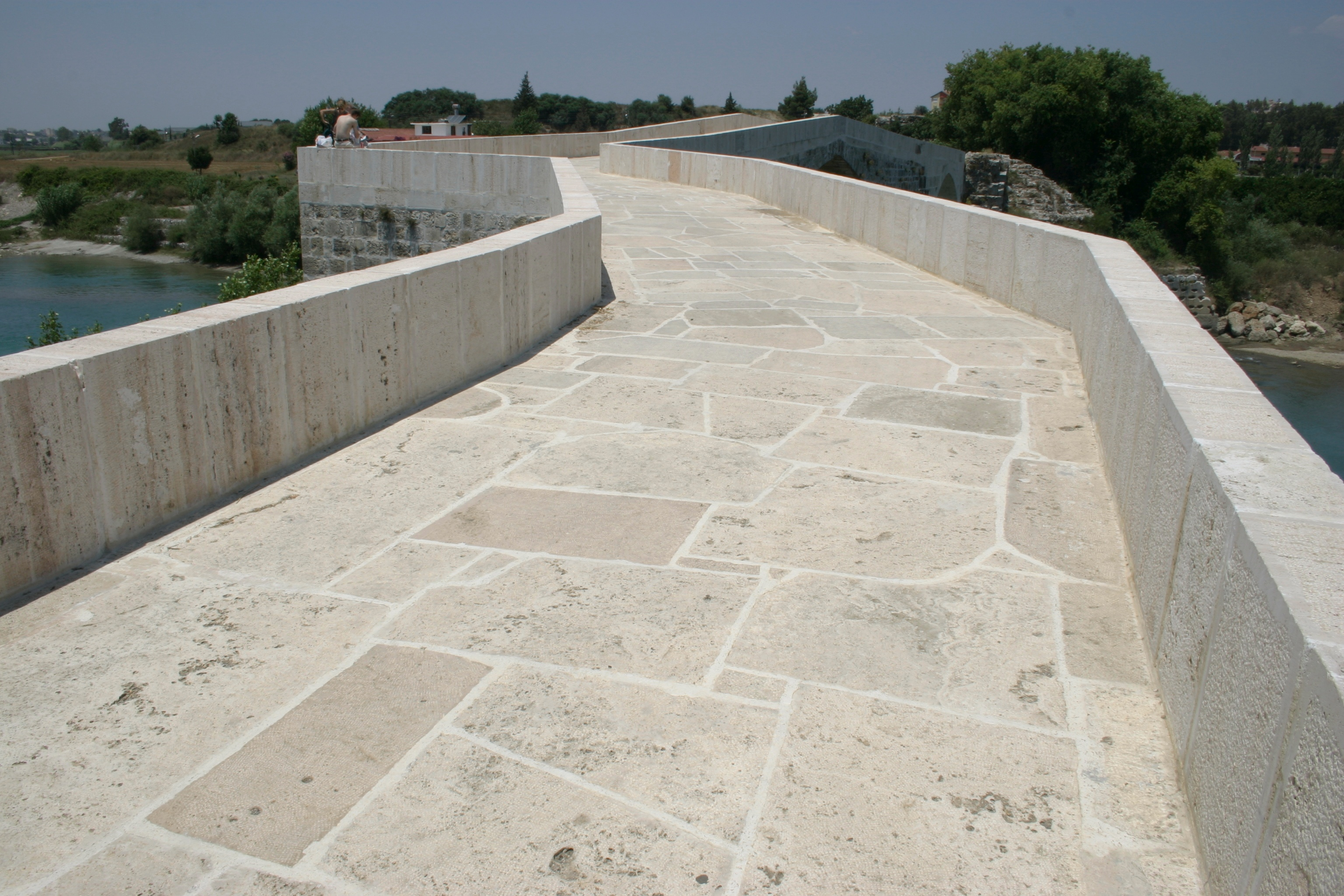
Zick-Zack-Verlauf der Brücke

Über den Resten der – vermutlich ebenfalls bei einem schweren Erdbeben eingestürzten – spätantiken Brücke wurde wohl unter dem Seldschukensultan Alaeddin Kaykubat (1219–1237) erneut ein fester Flussübergang errichtet. Dabei wurde bei der Trassenführung so weit wie möglich auf die noch vorhandene römische Bausubstanz zurückgegriffen, wobei auch durch die Kraft des Flusses verschobene Bauwerkspartien einbezogen wurden, so dass die heutige Brücke über dem Mittelpfeiler in der Flussmitte einen charakteristischen Versprung macht. Dieser Zick-Zack-Verlauf gibt der Köprüpazar Köprüsü genauso wie die durchgängige Verwendung von Spitzbögen ein ganz eigenes, von der Römerbrücke sehr verschiedenes Gepräge.

### Abmessungen
Im Vergleich zum antiken Vorgängerbau besitzt die Seldschukenbrücke stark verkleinerte Dimensionen, was den Vorteil bot, die antiken Baureste im vollen Umfang nutzen zu können. So konnten z. B. dank der Verringerung der Brückenbreite um die Hälfte auch nur halb erhaltene antike Pfeilerfundamente in den Neubau integriert werden. In der Höhe besaß die mittelalterliche Brücke einen um 4,1 m niedrigeren Bogenscheitelpunkt. Die Länge war derart reduziert, dass die neue Brückenrampe am rechten Flussufer erst an der Stelle ansetzte, an der die Fahrbahn des römischen Vorgängerbaus schon in die Horizontale übergegangen war.

### Baumaterial

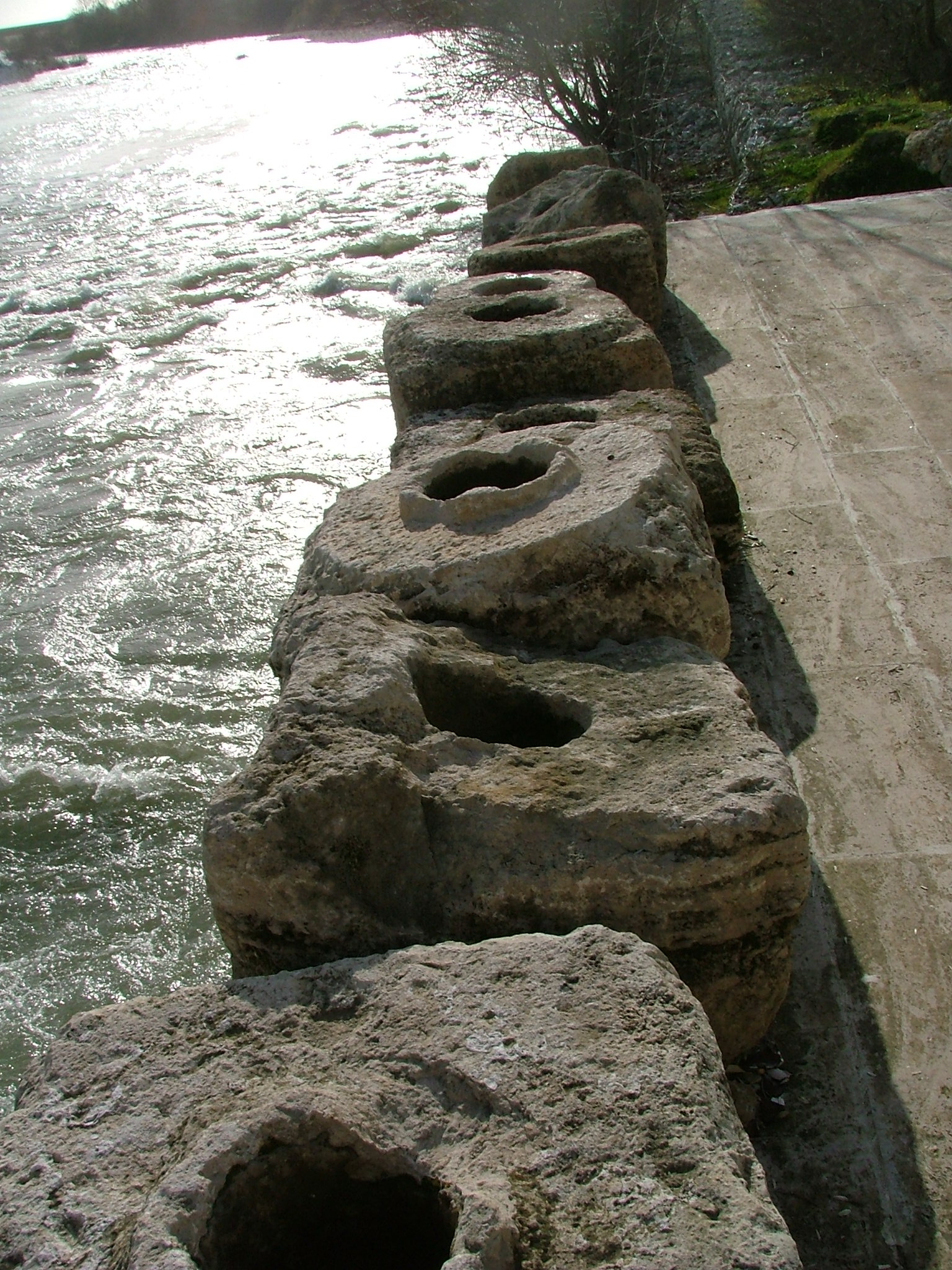
Wiederverwendete Lochsteine

Das Hauptbaumaterial besteht aus Steinquadern. Auch die bereits in der spätantiken Brücke verbauten Lochsteine vom Aspendos-Aquädukt wurden in der Rampe der Seldschukenbrücke erneut verarbeitet, so dass man von einer Drittverwendung dieses Materials sprechen kann. Die baufällige Brüstung wurde Ende der 1990er Jahre restauriert, wobei einige alte Inschriftensteine in griechischer und arabischer Sprache wiederverwendet wurden, die bereits in der alten Brüstung als Spolien vermauert waren.